# Jorge Chagas
Jorge Nelson Chagas (Montevideo, 10 de diciembre de 1957) es un periodista, historiador y escritor uruguayo.

## Carrera
Estudió ciencias políticas en la Universidad de la República. Trabajó como periodista para los semanarios Alternativa y Aquí, así como para la revista Tres y el diario El Observador. Para la estación de radio CX 28 Radio Imparcial, fue responsable del área histórica del equipo del espectáculo Vale por 7.
Publicó obras de investigación histórica y de ficción (novelas y cuentos). Su obra incluye trabajos sobre la historia del sindicalismo. En 2001 apareció su primera novela, La Soledad del General, seguida en 2007 por Gloria y tormento, sobre el jugador de fútbol José Leandro Andrade. Esta novela fue musicalizada al año siguiente por la Comparsa Yambo Kenia, ganando el primer premio del carnaval en su categoría.
Sus textos fueron utilizados en diversas obras como Cuentos de Verano en 1995, Pelota de Papel (1998), La sombra del agua en 2000 y El cuento uruguayo (2002).
Ganó varios premios, incluyendo el Premio Nacional de Literatura en 2003, 2009 y 2010.

## Obras
- Del PIT al PIT-CNT: ¿réquiem para el movimiento sindical?. Montevideo: Inst. de Formación e Investigación Sindical. 1991. (con Roger Rodríguez Iturri y Antonio Ladra)
- José d'Elía. Memorias de la esperanza (1996, con Gustavo Trullen).
- La Soledad del General (2001, novela).
- Gloria y tormento. La novela de José Leandro Andrade. Montevideo: Ediciones La Gotera, 2003. Primer Premio en el Concurso Anual de Literatura del MEC y Mención de Honor en el Premio Municipal de Literatura de 2003.
- Pacheco. La trama oculta del poder (2005, con Gustavo Trullen).[2]
- El sindicalismo uruguayo (2006, con Universindo Rodríguez, Silvia Visconti y Gustavo Trullen).
- Gloria y tormento (2007, novela).
- Banco La Caja Obrera: una historia, 1905-2001 (con Gustavo Trullen). Montevideo: Perro Andaluz Ediciones, 2009. Primer Premio Nacional de Literatura del MEC en categoría ensayo histórico inédito.
- Guillermo Chifflet: el combate de la pluma (con Gustavo Trullen). Montevideo: Rumbo Editorial, 2011. Primer Premio Nacional de Literatura del MEC en categoría ensayo histórico inédito, en 2010.
- La sombra. La novela de Ansina. Montevideo: Rumbo Editorial, 2013. Segundo Premio Anual de Literatura del MEC en categoría narrativa inédita.
- El sable roto. La novela del coronel Lorenzo Latorre (novela).[3] Montevideo: Editorial Fin de Siglo, 2016. Segundo Premio Anual de Literatura del MEC en categoría narrativa inédita, en 2015.
- El pardejón. La novela de Fructuoso Rivera (2021, novela).[4]

## Traducciones
- Algunos de sus relatos se han traducido al portugués (revista Pontis).[5]